# Hyds
Hyds is een gemeente in het Franse departement Allier (regio Auvergne-Rhône-Alpes) en telt 331 inwoners (2005). De plaats maakt deel uit van het arrondissement Montluçon.

## Geografie
De oppervlakte van Hyds bedraagt 18,7 km², de bevolkingsdichtheid is 17,7 inwoners per km².
De onderstaande kaart toont de ligging van Hyds met de belangrijkste infrastructuur en aangrenzende gemeenten.

## Demografie
Onderstaande figuur toont het verloop van het inwonertal (bron: INSEE-tellingen).
Vanwege een beveiligingsprobleem met de MediaWiki Graph-software is het momenteel niet mogelijk deze grafiek weer te geven. Zodra de software is bijgewerkt zal de grafiek vanzelf weer zichtbaar worden.